# Мінеле-Луета
Мінеле-Луета (рум. Minele Lueta) — село у повіті Харгіта в Румунії. Адміністративно підпорядковане місту Влехіца.
Село розташоване на відстані 213 км на північ від Бухареста, 24 км на захід від М'єркуря-Чука, 72 км на північ від Брашова.

## Населення
За даними перепису населення 2002 року у селі проживали 149 осіб, з них 148 осіб (99,3%) угорців. Рідною мовою 147 осіб (98,7%) назвали угорську.